# Saint-Hilaire-Peyroux
Saint-Hilaire-Peyroux (Sent Alari Peiros auf Okzitanisch) ist eine französische Gemeinde mit 997 Einwohnern (Stand 1. Januar 2022) im Département Corrèze in der Region Nouvelle-Aquitaine. Die Gemeinde ist Mitglied des Gemeindeverbandes Tulle Agglo. Die Einwohner nennen sich Peyroussiens(nnes).

## Geografie
Die Gemeinde liegt im Zentralmassiv, ungefähr 15 Kilometer südwestlich von Tulle, der Präfektur des Départements, etwa auf halbem Wege zwischen Tulle und Brive-la-Gaillarde. Das Gemeindegebiet wird von zahlreichen Zuflüssen der Corrèze durchzogen, dessen bekanntester die Roanne ist. An das Eisenbahnnetz ist die Gemeinde über den Bahnhof von Aubazines angebunden.

### Nachbargemeinden
Nachbargemeinden sind im Norden Saint-Germain-les-Vergnes, im Nordosten Chameyrat und Favars, im Osten Cornil, im Südosten Aubazines, im Süden Dampniat, im Südwesten Malemort-sur-Corrèze und Venarsal sowie im Westen Sainte-Féréole.

## Geschichte
Die Gemeinde trägt den Namen Saint-Hilaire-Peyroux zu Ehren des ehemaligen Bischofs von Poitiers Hilaire de Poitiers.

### Einwohnerentwicklung
| Jahr      | 1962 | 1968 | 1975 | 1982 | 1990 | 1999 | 2007 | 2018 |
| Einwohner | 1033 | 1011 | 854  | 787  | 807  | 791  | 887  | 990  |